# Lijst van voetbalinterlands België - Servië en Montenegro
Deze lijst van voetbalinterlands is een overzicht van alle officiële voetbalwedstrijden tussen de nationale teams van België en Servië en Montenegro. De landen hebben twee keer tegen elkaar gespeeld. De eerste ontmoeting, een kwalificatiewedstrijd voor het Wereldkampioenschap voetbal 2006, werd gespeeld in Brussel op 17 november 2004. Het laatste duel, de returnwedstrijd in dezelfde kwalificatiereeks, vond plaats op 4 juni 2005 in Belgrado.

## Wedstrijden
| № | Plaats   | Datum            | Competitie           | Wedstrijd                     | Uitslag |
| - | -------- | ---------------- | -------------------- | ----------------------------- | ------- |
| 1 | Brussel  | 17 november 2004 | WK 2006 kwalificatie | België − Servië en Montenegro | 0 − 2   |
| 2 | Belgrado | 4 juni 2005      | WK 2006 kwalificatie | Servië en Montenegro − België | 0 − 0   |

## Samenvatting
| Competitie      | Totaal gespeeld | Winst België | Gelijk | Winst Servië en M. | Doelsaldo België – Servië en M. |
| --------------- | --------------- | ------------ | ------ | ------------------ | ------------------------------- |
| WK-kwalificatie | 2               | 0            | 1      | 1                  | 0 − 2                           |
| Totaal          | 2               | 0            | 1      | 1                  | 0 − 2                           |

Wedstrijden bepaald door strafschoppen worden, in lijn met de FIFA, als een gelijkspel gerekend.

## Details

### Eerste ontmoeting
| WK 2006 kwalificatie (Brussel, België, 17 november 2004): |              | |
| België | 0 – 2        | Servië en Montenegro |
| | goals        | 10' Zvonimir Vukić 60' Mateja Kežman |
| Aimé Anthuenis | bondscoach   | Ilija Petković |
| Silvio Proto Olivier De Cock Vincent Kompany Timmy Simons Olivier Deschacht 28' Roberto Bisconti 59' Walter Baseggio Philippe Clement Peter Van der Heyden Thomas Buffel Wesley Sonck 66' | opstellingen | Dragoslav Jevrić Ivica Dragutinović 79' Dragan Mladenović Nemanja Vidić Goran Gavrančić 56' Ognjen Koroman Dejan Stanković Predrag Đorđević Zvonimir Vukić Marjan Marković 27' Savo Milošević |
| Koen Daerden 28' Luigi Pieroni 59' Stein Huysegems 66' | wissels      | 27' Mateja Kežman 56' Igor Duljaj 79' Nenad Đorđević |
| Olivier Deschacht 18' Peter Van der Heyden 90+4' | gele kaarten | 33' Predrag Đorđević 56' Zvonimir Vukić |
| - Debuut van doelman Silvio Proto (La Louvière) voor België. |              | |

### Tweede ontmoeting
| WK 2006 kwalificatie (Belgrado, Servië en Montenegro, 4 juni 2005): |              | |
| Servië en Montenegro | 0 – 0        | België |
| | goals        | |
| Ilija Petković | bondscoach   | Aimé Anthuenis |
| Dragoslav Jevrić Ivica Dragutinović Nemanja Vidić Goran Gavrančić Ognjen Koroman 82' Zvonimir Vukić Danijel Ljuboja Dejan Stanković 84' Nenad Jestrović 53' Igor Duljaj Mladen Krstajić | opstellingen | Silvio Proto Anthony Vanden Borre Philippe Clement Daniel Van Buyten Olivier Deschacht 83' Mbo Mpenza Roberto Bisconti Yves Vanderhaeghe 79' Koen Daerden 89' Thomas Buffel Émile Mpenza |
| Mirko Vučinić 53' Simon Vukčević 82' Dragan Mladenović 84' | wissels      | 79' Philippe Léonard 83' Kevin Vandenbergh 89' Luigi Pieroni |
| | gele kaarten | 83' Mbo Mpenza |
| - Debuut van Mirko Vučinić (US Lecce) voor Servië en Montenegro. |              | |